# Nữ sinh trung học (nhạc phim)
Nhạc phim Nữ sinh trung học gồm hai bài hát gốc từ anime Nữ sinh trung học và các hình ảnh trong phim. Các album nhạc phim riêng lẻ được Lantis phát hành, gồm hai bài Nữ sinh trung học Original Soundtrack, những hình ảnh chủ đề được chọn lọc trong phimn... Một đĩa đơn gồm các bài hát mở đầu và kết thúc anime đã được phát hành. Theo bảng xếp hạng Oricon, album này có thứ hạng cao nhất, and the highest ranking single being Soramimi no Cake/Raspberry Heaven, the opening and closing themes, at 36th.

## Nữ sinh trung học Original Soundtrack, Volume 1
Nữ sinh trung học Original Soundtrack, Volume 1 (あずまんが大王: オリジナルサウンドトラック, Volume 1) là vol 1 của soundtrack anime Nữ sinh trung học. Album được phát hành bởi Geneon vào ngày 8 tháng 3 năm 2005
Danh sách bài hát
1. "Let’s Begin"
2. Soramimi Cake [Cake of Mishearing] (TV Size)
3. "Of All Circumstances!"
4. "New School Term ①"
5. "You Mean, During the Break? ①"
6. "Let’s Go Slowly"
7. "…Well"
8. "Bonkura-zu"
9. "Somehow"
10. "What Do You Mean?"
11. "I Think You’re Wrong…"
12. "It’s a Tightrope"
13. "New School Term ②"
14. "Miss Yukari Goes Wild! ~ First Half ~"
15. "Miss Yukari Goes Wild! ~ Second Half ~"
16. "Melancholy of Chiyo-chan"
17. "See You Tomorrow"
18. "It’s a Stroll"
19. "New School Term ③"
20. "Chiyo-chan Runs!"
21. "Is It a Break? ②"
22. "It’s a Holiday Tomorrow!"
23. "So Suspicious…"
24. "New School Term ④"
25. "I Wonder Why"
26. "Big Trouble!?"
27. "Good Scenery"
28. "What Are You Talking About?"
29. "Good Night"
30. "New School Term ⑤"
31. "…Damn, It’s Too Late"
32. "It’s All Right"
33. "…huh?"
34. "New School Term ⑥"
35. "Hang On~"
36. "Starry Night"
37. "Like This Sky"
38. "Raspberry Heaven (TV Size)"

## Nữ sinh trung học Original Soundtrack, Volume 2
Nữ sinh trung học Original Soundtrack, Volume 2 (あずまんが大王: オリジナルサウンドトラック, Volume 2) là soundtrack thứ hai của anine Nữ sinh trung học. Album được phát hành tại Nhật Bản vào ngày 4 tháng 11 năm 2002.
Danh sách bài hát
1. "The Six are Always Together"
2. "It's Nice"
3. "Is She Pleased...?"
4. "Let's Do It in Moderation, OK?"
5. "Watch Out"
6. "Beautiful Sunset"
7. "'A'ye Catch (1)"
8. "Is it Shi-Sa?"
9. "Stroll in the Sea"
10. "School Trip?"
11. "To the Island of Dream"
12. "Iriomote Cat!!"
13. "Iriomote Cat!?"
14. "'A'ye Catch (2)"
15. "The Season I Spent With Maya"
16. "Together With Maya"
17. "Osaka Talks to Her Heart's Content"
18. "Three Years That Feel So Short"
19. "Bloom, Cherry Blossoms"
20. "God Bless the Little Girl"
21. "We Will All Stay Together Forever"
22. "Opening"
23. "The Bonkura-S Explode"
24. "Chiyo-Chan Is a High School Student at the Age of Ten"
25. "Osaka's Wild Imagination in Class"
26. "Suspense in Search of Locks of Hair"
27. "Chiyo-ish Fantasy"
28. "Another Chiyo"
29. "At the End of the Day"
30. "It's All Right"
31. "Don't Worry"
32. "Don't Be Discouraged, Chiyo-chan"
33. "Seems Happy?"
34. "Chiyo-chan's "Let's Make It!"